# August Scholz (Politiker)
August Scholz (* 1882; † 29. Juni 1948 in Remscheid) war ein deutscher Kommunalpolitiker der CDU und von 1946 bis 1948 Oberbürgermeister der Stadt Remscheid.

## Leben
Scholz war promovierter Zahnarzt und vor 1945 nicht politisch aktiv. Nach dem Zweiten Weltkrieg schloss er sich der CDU an. Er war Stadtverordneter in Remscheid und wurde im Oktober 1946 in der ersten freien Wahl zum ehrenamtlichen Oberbürgermeister der Stadt gewählt. Am 4. November 1946 übernahm er das Amt von seinem Vorgänger Gustav Flohr. 1948 wurde er von der Stadtverordnetenversammlung einstimmig als Oberbürgermeister wiedergewählt.
Am Vormittag des 29. Juni 1948 beging Scholz Suizid, indem er sich vom Dach des Remscheider Rathauses in den Innenhof stürzte. Das Amt des Oberbürgermeisters übernahm daraufhin Richard Gierk, der ebenfalls 1948 verstarb.